# Tweede Kamerverkiezingen 2017/Kandidatenlijst/OndernemersPartij
Dit is de lijst van kandidaten van de OndernemersPartij voor de Nederlandse Tweede Kamerverkiezingen van 15 maart 2017, zoals deze op 3 februari 2017 werd vastgesteld door de Kiesraad.

## Achtergrond
Op 3 februari 2017 keurde de Kiesraad de kandidatenlijst van de OndernemersPartij in alle 20 kieskringen goed. De lijsttrekker werd Hero Brinkman. 

## De lijst
1. Hero Brinkman - 8.603 stemmen
2. Martine Gaasbeek - 1.810
3. Jos de Vries - 222
4. Patrick Kicken - 461
5. Jos van den Bergh - 180
6. Mariëtta de Koning - 276
7. Stavros Theocharis - 161
8. Sophie Andriol - 376
9. René Bol - 151
10. Harry Reitsma - 130
11. Denis Wood - 200

VVD · PvdA · PVV · SP · CDA · D66 · ChristenUnie · GroenLinks · SGP · Partij voor de Dieren · 50PLUS · OndernemersPartij · VNL · DENK · Nieuwe Wegen · Forum voor Democratie · De Burger Beweging · Vrijzinnige Partij · GeenPeil · Piratenpartij · Artikel 1 · Niet Stemmers · Libertarische Partij · Lokaal in de Kamer · Jezus Leeft · StemNL · Mens en Spirit/Basisinkomen Partij/V-R · Vrije Democratische Partij